# Cleopatra VIII
Cleopatra Selene (in greco antico: Κλεοπάτρα Σελήνη?, Kleopàtrā Selḕnē; 40 a.C. – 5 a.C. circa), chiamata nella storiografia moderna Cleopatra VIII o Cleopatra Selene II (per distinguerla dalla pro-prozia Cleopatra Selene), è stata una regina egizia appartenente al periodo tolemaico.
Unica figlia femmina della regina d'Egitto Cleopatra VII e del triumviro romano Marco Antonio e sorella gemella di Alessandro Elio, sposò il re di Mauretania Giuba II.

## Biografia
Cleopatra Selene e il fratello gemello Alessandro Elio nacquero nel regno tolemaico d'Egitto nel 40 a.C., quando il padre era però impegnato in questioni militari in Siria. La data esatta della nascita dei gemelli è sconosciuta, ma è comunque nella seconda parte dell'anno. Antonio e Cleopatra si incontrarono nuovamente solo nel 37/36 a.C. ad Antiochia di Siria: in quell'occasione il generale romano riconobbe i bambini come propri e poco dopo nacque il terzo figlio della coppia, Tolomeo Filadelfo. Non è chiaro se i soprannomi Elio e Selene, rispettivamente "Sole" e "Luna" in greco, fossero usati sin dalla nascita dei due bambini o se il loro utilizzo cominciò proprio nel 36 a.C., anno in cui Antonio e Cleopatra strinsero definitivamente l'alleanza che sarebbe durata per tutto il resto delle loro vite. Nel frattempo Antonio era però sposato con Ottavia minore, sorella dell'altro triumviro Ottaviano, dalla quale ebbe in quegli anni due figlie, Antonia maggiore e Antonia minore.
Dopo la conquista dell'Armenia, nel 34 a.C., condotta con il contributo finanziario egiziano, Antonio celebrò questo successo politico-militare (l'organizzazione della difesa dello Stato romano contro i Parti era in tal modo consolidata) entrando come un trionfatore ad Alessandria d'Egitto, dove donò a Cleopatra l'intero bottino e, in occasione dei successivi festeggiamenti, nominò Cleopatra Selene sovrana di Cirenaica e Libia. Nella stessa occasione la regina Cleopatra ebbe il titolo di "regina dei re", fu associata nel culto a Iside e nominata reggente dell'Egitto e di Cipro insieme a Cesarione (il figlio che aveva avuto da Giulio Cesare), mentre dei due fratelli di Cleopatra Selene avuti con Antonio, Alessandro Elio fu incoronato sovrano dell'Armenia, Media e Partia, e Tolomeo fu incoronato sovrano di Fenicia, Siria e Cilicia.
L'evento è conosciuto come le “donazioni di Alessandria”, e si trattò del più grande trionfo politico di Cleopatra e contemporaneamente di un gravissimo atto di Antonio nei confronti di Roma e in particolare del suo rivale Ottaviano. Il tradizionalismo dell'opinione pubblica romana fu infatti profondamente scosso dalla inconsueta procedura trionfale e dalle decisioni prese nell'occasione; l'incoronazione dei tre fanciulli era un evidente colpo inferto alla potenza di Roma, poiché se è pur vero che i ragazzi, in quanto figli di Antonio, erano romani, il padre li poneva però (tranne Cesarione) in una situazione di subordine nei confronti di Cleopatra, la “regina dei re”, in modo che i territori su cui i tre avevano la sovranità venivano, di fatto, posti sotto il controllo della regina d'Egitto, determinando quindi l'estromissione dell'autorità di Roma sull'Oriente. Questa situazione fu una delle cause che determinarono l'ultimo conflitto fra Antonio e Ottaviano, che si concluse con la vittoria di quest'ultimo nella battaglia di Azio.
Dopo la morte di Cleopatra e Antonio e l'occupazione dell'Egitto da parte di Ottaviano, quest'ultimo, in occasione del trionfo per la vittoria riportata, fece sfilare i tre orfani di Marco Antonio avvinti in pesanti catene d'oro, ma poi li consegnò a sua sorella Ottavia Minore perché si occupasse della loro educazione. Dei due maschi si persero ben presto le tracce, probabilmente eliminati prima che, crescendo, diventassero un potenziale pericolo come simbolo politico in quanto eredi di Marco Antonio. Non tutti gli studiosi accettano però l'ipotesi di un'eliminazione dei due ragazzi (Ottaviano, in fondo, li aveva risparmiati, contrariamente a quanto aveva fatto con Cesarione), che potrebbero invece essere deceduti per cause naturali.

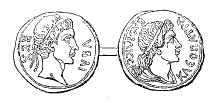
Moneta mauretana raffigurante il re Giuba II (fronte) e la regina Cleopatra Selene (retro).

Tra il 26 e il 20 a.C. Ottaviano, divenuto ormai l'imperatore Ottaviano Augusto, concesse Cleopatra in moglie al re numida Giuba II, mettendole a disposizione una enorme dote. L'unione aveva un evidente scopo politico; il re numida infatti divenne in tal modo un fedele alleato di Roma, al punto che fu accusato di eccessiva romanizzazione dai suoi sudditi e dovette fuggire dalla Numidia a seguito di violenti disordini, per rifugiarsi in Mauretania. Qui la coppia reale si stabilì nella nuova capitale (ribattezzata Cesarea in omaggio a Roma, l'attuale Cherchell, in Algeria).
Ebbero almeno due figli: Tolomeo (fra il 13 e il 9 a.C. – 40) e una figlia, forse chiamata Giulia. Unica loro nipote nota era Drusilla, figlia di Tolomeo, che fu re di Mauretania dal 21 al 40, anno in cui fu fatto assassinare da Caligola che poi annesse la Mauretania all'impero romano. 
Cleopatra esercitò una notevole influenza sulle politiche di Giuba. Sotto il loro governo il regno di Mauretania ebbe un florido sviluppo soprattutto commerciale in tutta l'area mediterranea, ma anche artistico, con la costruzione di monumenti (che risentono di stili egizi, greci e romani mescolati insieme) ed un mausoleo dove i due coniugi vennero sepolti. Diversi elementi fanno intendere che in lei abbia prevalso un carattere ereditario greco-egizio, piuttosto che romano.
Non si hanno testimonianze biografiche certe su Cleopatra, ed infatti la data della morte si colloca in un intervallo di tempo abbastanza ampio, tra il 5 a.C. ed il 18 d.C., con qualche probabilità di collocazione intorno al 5 a.C.

## Ascendenza
|                       |            |                     | Genitori                     |  |  | Nonni |  |  | Bisnonni              |  |  | Trisnonni |  |
|                       |            |                     |                              |  |  |       |  |  | Marco Antonio Oratore |  |  | …         |  |
|                       |            |                     |                              |  |  |       |  |  | Marco Antonio Oratore |  |  | …         |  |
|                       |            | …                   |                              |  |  |       |  |  | Marco Antonio Oratore |  |  |           |  |
| Marco Antonio Cretico |            |                     |                              |  |  |       |  |  | Marco Antonio Oratore |  |  |           |  |
|                       |            | …                   | …                            |  |  |       |  |  |                       |  |  |           |  |
|                       |            | …                   | …                            |  |  |       |  |  |                       |  |  |           |  |
|                       |            | …                   | …                            |  |  |       |  |  |                       |  |  |           |  |
| Marco Antonio         |            | …                   |                              |  |  |       |  |  |                       |  |  |           |  |
|                       |            | Lucio Giulio Cesare | Lucio Giulio Cesare Strabone |  |  |       |  |  |                       |  |  |           |  |
|                       |            | Lucio Giulio Cesare | Lucio Giulio Cesare Strabone |  |  |       |  |  |                       |  |  |           |  |
|                       |            | Lucio Giulio Cesare | Popillia                     |  |  |       |  |  |                       |  |  |           |  |
| Giulia                |            | Lucio Giulio Cesare |                              |  |  |       |  |  |                       |  |  |           |  |
|                       |            | Fulvia              | …                            |  |  |       |  |  |                       |  |  |           |  |
|                       |            | Fulvia              | …                            |  |  |       |  |  |                       |  |  |           |  |
|                       |            | Fulvia              | …                            |  |  |       |  |  |                       |  |  |           |  |
| Cleopatra VIII        |            | Fulvia              |                              |  |  |       |  |  |                       |  |  |           |  |
|                       | Tolomeo IX | Tolomeo VIII        |                              |  |  |       |  |  |                       |  |  |           |  |
|                       | Tolomeo IX | Tolomeo VIII        |                              |  |  |       |  |  |                       |  |  |           |  |
|                       | Tolomeo IX | Cleopatra III       |                              |  |  |       |  |  |                       |  |  |           |  |
| Tolomeo XII           | Tolomeo IX |                     |                              |  |  |       |  |  |                       |  |  |           |  |
|                       |            | Cleopatra Selene    | Tolomeo VIII                 |  |  |       |  |  |                       |  |  |           |  |
|                       |            | Cleopatra Selene    | Tolomeo VIII                 |  |  |       |  |  |                       |  |  |           |  |
|                       |            | Cleopatra Selene    | Cleopatra III                |  |  |       |  |  |                       |  |  |           |  |
| Cleopatra             |            | Cleopatra Selene    |                              |  |  |       |  |  |                       |  |  |           |  |
|                       |            | …                   | …                            |  |  |       |  |  |                       |  |  |           |  |
|                       |            | …                   | …                            |  |  |       |  |  |                       |  |  |           |  |
|                       |            | …                   | …                            |  |  |       |  |  |                       |  |  |           |  |
| …                     |            | …                   |                              |  |  |       |  |  |                       |  |  |           |  |
|                       |            | …                   | …                            |  |  |       |  |  |                       |  |  |           |  |
|                       |            | …                   | …                            |  |  |       |  |  |                       |  |  |           |  |
|                       |            | …                   | …                            |  |  |       |  |  |                       |  |  |           |  |
|                       |            | …                   |                              |  |  |       |  |  |                       |  |  |           |  |